# Tour d'Italie 1972
La 55e édition du Tour d'Italie s'est élancée de Venise le 21 mai 1972 et est arrivée à Milan le 11 juin. Long de 3 790 km, ce Giro a été remporté par le Belge Eddy Merckx.

## Équipes participantes
| N.    | Code | Équipe   |
| ----- | ---- | -------- |
| 1-10  | FER  | Ferretti |
| 11-20 | DRE  | Dreher   |
| 21-30 | FIL  | Filotex  |
| 31-40 | GBC  | G.B.C.   |
| 41-50 | KAS  | KAS      |

| N.     | Code | Équipe               |
| ------ | ---- | -------------------- |
| 51-60  | MAG  | Van Cauter-Magniflex |
| 61-70  | MOL  | Molteni              |
| 71-80  | SAL  | Salvarani            |
| 81-90  | SCI  | Scic                 |
| 91-100 | ZON  | Zonca                |

## Classement général
| Classement général final |                   |
| --- | ----------------- |
| \| 1. Eddy Merckx \| 103 h 04 min 04 s \| \| 2. José Manuel Fuente \| à 5 min 30 s \| \| 3. Francisco Galdós \| à 10 min 39 s \| \| 4. Vicente López Carril \| à 11 min 17 s \| \| 5. Wladimiro Panizza \| à 13 min 00 s \| \| 6. Gösta Pettersson \| à 13 min 09 s \| \| 7. Roger De Vlaeminck \| à 13 min 52 s \| \| 8. Felice Gimondi \| à 14 min 05 s \| \| 9. Miguel María Lasa \| à 14 min 19 s \| \| 10. Santiago Lazcano \| à 17 min 42 s \| \| 100 partants, 69 classés \| \| |                   |
| 1. Eddy Merckx | 103 h 04 min 04 s |
| 2. José Manuel Fuente | à 5 min 30 s      |
| 3. Francisco Galdós | à 10 min 39 s     |
| 4. Vicente López Carril | à 11 min 17 s     |
| 5. Wladimiro Panizza | à 13 min 00 s     |
| 6. Gösta Pettersson | à 13 min 09 s     |
| 7. Roger De Vlaeminck | à 13 min 52 s     |
| 8. Felice Gimondi | à 14 min 05 s     |
| 9. Miguel María Lasa | à 14 min 19 s     |
| 10. Santiago Lazcano | à 17 min 42 s     |
| 100 partants, 69 classés |                   |

## Étapes
| Étape      | Date     | Villes étapes                           | km  | Vainqueur d'étape      | Leader du classement général |
| 1re étape  | 21 mai   | Venise – Ravenne                        | 78  | Marino Basso           | Marino Basso                 |
| 2e étape   | 22 mai   | Ravenne – Fermo                         | 210 | Gianni Motta           | Marino Basso                 |
| 3e étape   | 23 mai   | Porto San Giorgio – Francavilla al Mare | 163 | Ugo Colombo            | Ugo Colombo                  |
| 4ea étape  | 24 mai   | Francavilla al Mare – Blockhaus         | 48  | José Manuel Fuente     | José Manuel Fuente           |
| 4eb étape  | 24 mai   | Blockhaus – Foggia                      | 192 | Wilmo Francioni        | José Manuel Fuente           |
| 5e étape   | 25 mai   | Foggia – Montesano sulla Marcellana     | 220 | Fabrizio Fabbri        | José Manuel Fuente           |
| 6e étape   | 26 mai   | Montesano sulla Marcellana – Cosenza    | 207 | Roger De Vlaeminck     | José Manuel Fuente           |
| 7e étape   | 27 mai   | Cosenza – Catanzaro                     | 37  | Gösta Pettersson       | Eddy Merckx                  |
| 8e étape   | 28 mai   | Catanzaro – Reggio Calabria             | 256 | Attilio Benfatto       | Eddy Merckx                  |
| 9e étape   | 29 mai   | Messine - Messine                       | 204 | Albert Van Vlierberghe | Eddy Merckx                  |
| 10e étape  | 30 mai   | Rome - Porto Santo Stefano              | 203 | Italo Zilioli          | Eddy Merckx                  |
| 11e étape  | 31 mai   | Porto Santo Stefano - Forte dei Marmi   | 222 | Miguel María Lasa      | Eddy Merckx                  |
| 12ea étape | 1er juin | Forte dei Marmi - Forte dei Marmi       | 20  | Eddy Merckx            | Eddy Merckx                  |
| 12eb étape | 1er juin | Forte dei Marmi - Forte dei Marmi       | 20  | Roger Swerts           | Eddy Merckx                  |
| 13e étape  | 2 juin   | Forte dei Marmi – Savona                | 146 | Wilmo Francioni        | Eddy Merckx                  |
| 14e étape  | 3 juin   | Savona – Monte Jafferau                 | 227 | Eddy Merckx            | Eddy Merckx                  |
| 15e étape  | 5 juin   | Parabiago - Parabiago                   | 216 | Roger De Vlaeminck     | Eddy Merckx                  |
| 16e étape  | 6 juin   | Parabiago – Livigno                     | 258 | Eddy Merckx            | Eddy Merckx                  |
| 17e étape  | 7 juin   | Livigno – Passo dello Stelvio           | 196 | José Manuel Fuente     | Eddy Merckx                  |
| 18e étape  | 8 juin   | Sulden - Asiago                         | 174 | Roger De Vlaeminck     | Eddy Merckx                  |
| 19ea étape | 9 juin   | Asiago - Arco                           | 132 | Roger De Vlaeminck     | Eddy Merckx                  |
| 19eb étape | 9 juin   | Arco - Arco                             | 18  | Eddy Merckx            | Eddy Merckx                  |
| 20e étape  | 10 juin  | Arco - Milan                            | 170 | Enrico Paolini         | Eddy Merckx                  |

## Classements annexes
| Classement par points     | Roger De Vlaeminck | 264 points   |
| Deuxième                  | Eddy Merckx        | 244 points   |
| Troisième                 | Miguel María Lasa  | 182 points   |
| Classement de la montagne | José Manuel Fuente | 490 points   |
| Deuxième                  | Eddy Merckx        | 350 points   |
| Troisième                 | Francisco Galdós   | 270 points   |
| Classement par équipes    | Molteni            | 6 120 points |
| Deuxième                  | Kas                | 4 791 points |
| Troisième                 | Ferretti           | 3 851 points |

## Liste des coureurs
| Ferretti | Dreher | Filotex |
| - 1 Gosta Pettersson (Sue) 6e - 2 Mario Anni (Ita) 56e - 3 Ottavio Crepaldi (Ita) ab - 4 Lino Farisato (Ita) 36e - 5 Giorgio Favaro (Ita) ab - 6 Wilmo Francioni (Ita) 66e - 7 Gianni Motta (Ita) ab - 8 Tomas Pettersson (Sue) 41e - 9 Mauro Simonetti (Ita) 65e - 10 Albert van Vlierberghe (Bel) 57e                 | - 11 Roger De Vlaeminck (Bel) 7e - 12 Patrick Sercu (Bel) ab - 13 Pierfranco Vianelli (Ita) 49e - 14 Enrico Maggioni (Ita) ab - 15 Romano Tumellero (Ita) ab - 16 Ole Ritter (Dan) 11e - 17 Adriano Passuello (Ita) 64e - 18 Attilio Rota (Ita) 54e - 19 Arturo Pecchielan (Ita) 32e - 20 Julien Stevens (Bel) ab                                     | - 21 Franco Bitossi (Ita) ab - 22 Marcello Bergamo (Ita) 13e - 23 Giovanni Cavalcanti (Ita) 17e - 24 Arnaldo Caverzasi (Ita) 51e - 25 Ugo Colombo (Ita) 23e - 26 Vittorio Cumino (Ita) 59e - 27 Josef Fuchs (Sui) 30e - 28 Donato Giuliani (Ita) 18e - 29 Renato Laghi (Ita) 50e - 30 Piero Spinelli (Ita) 69e        |
| GBC | Kas | Magniflex |
| - 31 Aldo Moser (Ita) ab - 32 Claudio Michelotto (Ita) 62e - 33 Dino Zandegu (Ita) ab - 34 Silvano Schiavon (Ita) 12e - 35 Diego Moser (Ita) ab - 36 Silvano Davo (Ita) ab - 37 Mario Lanzafame (Ita) 42e - 38 Erich Spahn (Sui) ab - 39 Jürg Schneider (Sui) ab - 40 Edi Schneider (Sui) ab                            | - 41 José Manuel Fuente (Esp) 2e - 42 José Antonio Gonzalez Linares (Esp) ab - 43 Miguel Maria Lasa (Esp) 9e - 44 Santiago Lazcano (Esp) 10e - 45 Vicente Lopez Carril (Esp) 4e - 46 Jesús Manzaneque (Esp) 21e - 47 Domingo Perurena (Esp) ab - 48 Francisco Galdos (Esp) 3e - 49 José Pesarrodona (Esp) 14e - 50 Francisco Javier Galdeano (Esp) ab | - 51 Georges Pintens (Bel) 37e - 52 Fabrizio Fabbri (Ita) 34e - 53 Vittorio Urbani (Ita) 28e - 54 Pietro Dallai (Ita) 44e - 55 Silvano Ravagli (Ita) 24e - 56 Mauro Vannucchi (Ita) 61e - 57 Alberto Tazzi (Ita) 68e - 58 André Poppe (Bel) 40e - 59 Willy De Geest (Bel) ab - 60 Ludo Van Staeyen (Bel) 45e          |
| Molteni | Salvarani | Scic |
| - 61 Eddy Merckx (Bel) 1e - 62 Giancarlo Bellini (Ita) 33e - 63 Joseph Bruyere (Bel) 53e - 64 Joseph Deschoenmaecker (Bel) 26e - 65 Jos Huysmans (Bel) 25e - 66 Frans Mintjens (Bel) 20e - 67 Joseph Spruyt (Bel) 46e - 68 Roger Swerts (Bel) 16e - 69 Martin Van Den Bossche (Bel) 29e - 70 Victor Van Schil (Bel) 27e | - 71 Marino Basso (Ita) ab - 72 Pietro Campagnari (Ita) ab - 73 Emilio Casalini (Ita) 47e - 74 Felice Gimondi (Ita) 8e - 75 Pietro Guerra (Ita) ab - 76 Antoon Houbrechts (Bel) 15e - 77 Roberto Poggiali (Ita) 31e - 78 Giacinto Santambrogio (Ita) 48e - 79 Guerrino Tosello (Ita) 60e - 80 Italo Zilioli (Ita) ab                                  | - 81 Luciano Armani (Ita) ab - 82 Franco Balmamion (Ita) 38e - 83 Angelo Bassini (Ita) 67e - 84 Attilio Benfatto (Ita) 55e - 85 Carlo Chiappano (Ita) ab - 86 Michele Dancelli (Ita) 35e - 87 Franco Mori (Ita) 63e - 88 Enrico Paolini (Ita) 39e - 89 Giancarlo Polidori (Ita) 58e - 90 Celestino Vercelli (Ita) 52e |
| Zonca | | |
| - 91 Davide Boifava (Ita) ab - 92 Sandro Cammilli (Ita) ab - 93 Virginio Levati (Ita) ab - 94 Wladimiro Panizza (Ita) 5e - 95 Giuseppe Perletto (Ita) 22e - 96 Roberto Sorlini (Ita) ab - 97 Pietro Tamiazzo (Ita) ab - 98 Giovanni Varini (Ita) ab - 99 Louis Pfenninger (Sui) 19e - 100 Kurt Rub (Sui) 43e            | | |

## Sources
- (nl) Cet article est partiellement ou en totalité issu de l’article de Wikipédia en néerlandais intitulé « Ronde van Italië 1972 » (voir la liste des auteurs).